# Pallacanestro Olimpia Milano 2016-2017
Questa voce raccoglie le informazioni riguardanti la Pallacanestro Olimpia Milano nelle competizioni ufficiali della stagione 2016-2017.

## Stagione
La stagione 2016-2017 dell'Olimpia Milano, sponsorizzata EA7 Emporio Armani, è la 84ª nel massimo campionato italiano di pallacanestro, la Serie A.

## Maglie
| Casa | Trasferta | Eurolega |

## Organigramma societario
Aggiornato al 27 dicembre 2016.
- Presidente: Livio Proli
- General Manager: Flavio Portaluppi
- Direttore Comunicazione: Claudio Limardi
- Team Manager: Alberto Rossini
- Resp. Organizzazione e Gestione Ufficio: Ilaria Mazzeo
- Resp. Amministrativo: Daniela Gambarelli
- Segreteria Generale: Marta Raffaelli
- Segreteria Amministrativa: Francesca Brunetto
- Resp. Settore Giovanile: Ferdinando Gentile
- Resp. Statistiche Lega: Renato Boccotti

- Allenatore: Jasmin Repeša
- Assistenti: Massimo Cancellieri, Mario Fioretti, Paolo Galbiati
- Preparatore Atletico: Giustino Danesi
- Medici Sociali: Marco Bigoni, Ezio Giani, Matteo Acquati
- Fisioterapisti: Alessandro Colombo, Claudio Lomma

## Roster
Aggiornato al 16 maggio 2017.
| Pallacanestro Olimpia Milano 2016-17 | Pallacanestro Olimpia Milano 2016-17 |
| Giocatori                            | Staff tecnico                        |
| ------------------------------------ | ------------------------------------ |

| N. | Naz.                                        | Ruolo | Nome                  | Anno | Alt.   | Peso   |  |
| -- | ------------------------------------------- | ----- | --------------------- | ---- | ------ | ------ |  |
| 1  | Stati Uniti (bandiera)                      | AC    | Jamel McLean          | 1988 | 203 cm | 104 kg |  |
| 2  | Italia (bandiera)                           | A     | Simone Fontecchio     | 1995 | 203 cm | 91 kg  |  |
| 5  | Italia (bandiera)                           | GA    | Alessandro Gentile    | 1992 | 200 cm | 100 kg |  |
| 7  | Stati Uniti (bandiera) · Georgia (bandiera) | PG    | Ricky Hickman         | 1985 | 189 cm | 88 kg  |  |
| 9  | Lituania (bandiera)                         | P     | Mantas Kalnietis      | 1986 | 195 cm | 92 kg  |  |
| 10 | Italia (bandiera)                           | GA    | Andrea La Torre       | 1997 | 204 cm | 94 kg  |  |
| 11 | Serbia (bandiera)                           | C     | Miroslav Raduljica    | 1988 | 213 cm | 113 kg |  |
| 12 | Slovenia (bandiera)                         | G     | Zoran Dragić          | 1989 | 196 cm | 91 kg  |  |
| 13 | Serbia (bandiera)                           | AG    | Milan Mačvan          | 1989 | 206 cm | 118 kg |  |
| 14 | Italia (bandiera)                           | AG    | Davide Pascolo        | 1990 | 203 cm | 90 kg  |  |
| 15 | Stati Uniti (bandiera)                      | C     | Kaleb Tarczewski      | 1993 | 211 cm | 111 kg |  |
| 20 | Italia (bandiera)                           | P     | Andrea Cinciarini (C) | 1986 | 193 cm | 85 kg  |  |
| 21 | Stati Uniti (bandiera)                      | AP    | Rakim Sanders         | 1989 | 193 cm | 95 kg  |  |
| 23 | Italia (bandiera)                           | AP    | Awudu Abass           | 1993 | 200 cm | 100 kg |  |
| 30 | Argentina (bandiera) · Italia (bandiera)    | GA    | Bruno Cerella         | 1986 | 194 cm | 93 kg  |  |
| 43 | Croazia (bandiera)                          | GA    | Krunoslav Simon       | 1985 | 197 cm | 100 kg |  |
| -  | Italia (bandiera)                           |       | Simone Aromando       | 1997 |        |        |  |
| -  | Italia (bandiera)                           |       | Giordano Bortolani    | 2000 |        |        |  |
| -  | Italia (bandiera)                           |       | Ruben Calò            | 1998 |        |        |  |
| -  | Italia (bandiera)                           |       | Samuele Giardini      | 2000 |        |        |  |
| -  | Italia (bandiera)                           | P     | Matteo Laganà         | 2000 | 192 cm | 83 kg  |  |
| -  | Italia (bandiera)                           |       | Davide Toffali        | 1998 |        |        |  |
| -  | Italia (bandiera)                           | G     | Simone Vecerina       | 1999 | 186 cm |        |  |

| Allenatore |
| - Jasmin Repeša |
| Assistente/i |
| - Massimo Cancellieri - Mario Fioretti - Paolo Galbiati Legenda - (C) Capitano - (IN) Inattivo - Infortunato Roster |

## Mercato

### Sessione estiva
| Acquisti | Acquisti           | Acquisti       | Acquisti      | Acquisti |
| R.       | Nome               | da             | Modalità      |          |
| -------- | ------------------ | -------------- | ------------- | -------- |
| PG       | Ricky Hickman      | Fenerbahçe     | definitivo    |          |
| A        | Simone Fontecchio  | Virtus Bologna | definitivo    |          |
| AP       | Awudu Abass        | Pall. Cantù    | definitivo    |          |
| G        | Zoran Dragić       | Chimki         | definitivo    |          |
| C        | Miroslav Raduljica | Panathīnaïkos  | definitivo    |          |
| AG       | Davide Pascolo     | Aquila Trento  | definitivo    |          |
| P        | Andrea Amato       | Pistoia Basket | fine prestito |          |
| AP       | Andrea La Torre    | Pall. Biella   | fine prestito |          |

| Cessioni | Cessioni         | Cessioni        | Cessioni       | Cessioni |
| R.       | Nome             | a               | Modalità       |          |
| -------- | ---------------- | --------------- | -------------- | -------- |
| P        | Oliver Lafayette | Málaga          | fine contratto |          |
| C        | Daniele Magro    | Pistoia Basket  | fine contratto |          |
| P        | Andrea Amato     | Vanoli Cremona  | prestito       |          |
| G        | Charles Jenkins  | Stella Rossa    | fine contratto |          |
| C        | Stanko Barać     | Free agent      | fine contratto |          |
| C        | Esteban Batista  | Ch. Fly Dragons | fine contratto |          |

### Dopo l'inizio della stagione
| Acquisti | Acquisti           | Acquisti       | Acquisti        | Acquisti      |
| R.       | Nome               | da             | Data            | Modalità      |
| -------- | ------------------ | -------------- | --------------- | ------------- |
| P        | Andrea Amato       | Vanoli Cremona | 8 febbraio 2017 | fine prestito |
| GA       | Alessandro Gentile | Panathīnaïkos  | 7 marzo 2017    | fine prestito |
| C        | Kaleb Tarczewski   | Oklahoma Blue  | 16 marzo 2017   | definitivo    |

| Cessioni | Cessioni           | Cessioni         | Cessioni         | Cessioni |
| R.       | Nome               | a                | Data             | Modalità |
| -------- | ------------------ | ---------------- | ---------------- | -------- |
| AP       | Andrea La Torre    | Universo Treviso | 7 novembre 2016  | prestito |
| GA       | Alessandro Gentile | Panathīnaïkos    | 19 dicembre 2016 | prestito |
| P        | Andrea Amato       | Scaligera Verona | 8 febbraio 2017  | prestito |
| GA       | Alessandro Gentile | H. Gerusalemme   | 3 aprile 2017    | prestito |

## Risultati

### Serie A

#### Stagione regolare

##### Girone di andata
| Arbitri: | Filippini Sardella Caiazza |

|                  |            |               |
| Gennaro Di Carlo | Allenatori | Jasmin Repeša |

| Arbitri: | Lanzarini (Bologna) Mazzoni (Grosseto) Bartoli (Trieste) |

|                                                   |            |                                          |
| J. McLean 16 K. Simon, M. Mačvan 12 A. Gentile 10 | Punti      | 22 K. Fesenko 19 A. Thomas 13 J. Ragland |
| K. Simon, D. Pascolo, R. Hickman 4                | Assist     | 6 J. Ragland                             |
| K. Simon 6                                        | Rimbalzi   | 7 K. Fesenko                             |
| Jasmin Repeša                                     | Allenatori | Stefano Sacripanti                       |

| Arbitri: | Paternicò (Piazza Armerina) Lo Guzzo (Pisa) Morelli (Brindisi) |

|                                                   |            |                                               |
| A. Abass 15 J. McLean 13 M. Mačvan, D. Pascolo 11 | Punti      | 19 A. Avramović 14 L. Campani 11 D. Cavaliero |
| R. Hickman 7                                      | Assist     | 6 E. Maynor                                   |
| M. Mačvan 9                                       | Rimbalzi   | 12 O.D. Anosike                               |
| Jasmin Repeša                                     | Allenatori | Paolo Moretti                                 |

| Arbitri: | Begnis Vicino Attard |

|              |            |               |
| Andrea Diana | Allenatori | Jasmin Repeša |

| Arbitri: | Sahin Martolini Calbucci |

|               |            |                     |
| Jasmin Repeša | Allenatori | Sandro Dell'Agnello |

| Arbitri: | Mazzoni Weidmann Grigioni |

|                   |            |               |
| Francesco Vitucci | Allenatori | Jasmin Repeša |

| Arbitri: | Begnis (Crema) Vicino (Argelato) Paglialunga (Massafra) |

|                                            |            |                                                 |
| M. Raduljica 17 Z. Dragić 16 R. Sanders 16 | Punti      | 25 D. Johnson-Odom 15 T. Lydeka 11 R. Stipčević |
| K. Simon 8                                 | Assist     | 4 D. Johnson-Odom, R. Stipčević                 |
| K. Simon 7                                 | Rimbalzi   | 7 T. Lydeka                                     |
| Jasmin Repeša                              | Allenatori | Federico Pasquini                               |

| Arbitri: | Aronne Rossi Caiazza |

|              |            |               |
| Paolo Lepore | Allenatori | Jasmin Repeša |

| Arbitri: | Filippini Baldini Borgioni |

|               |            |                   |
| Jasmin Repeša | Allenatori | Vincenzo Esposito |

| Arbitri: | Sabetta Weidmann Caiazza |

|                    |            |               |
| Maurizio Buscaglia | Allenatori | Jasmin Repeša |

| Arbitri: | Lo Guzzo Mazzoni Paglialunga |

|                    |            |               |
| Walter De Raffaele | Allenatori | Jasmin Repeša |

| Arbitri: | Seghetti Sardella Quarta |

|               |            |                 |
| Jasmin Repeša | Allenatori | Romeo Sacchetti |

| Arbitri: | Sahin (Messina) Filippini (Pisa) Aronne (Viterbo) |

|                                            |            |                                                                   |
| P. Aradori 26 D. Needham 17 A. Polonara 11 | Punti      | 21 M. Kalnietis, R. Sanders 17 R. Hickman 6 J. McLean, D. Pascolo |
| D. James, A. De Nicolao 4                  | Assist     | 6 M. Kalnietis                                                    |
| A. Polonara 13                             | Rimbalzi   | 7 R. Sanders                                                      |
| Massimiliano Menetti                       | Allenatori | Jasmin Repeša                                                     |

| Arbitri: | Lo Guzzo (Catanzaro) Weidmann (Roma) Morelli (Brindisi) |

|                                         |            |                                        |
| M. Mačvan 19 D. Pascolo 15 J. McLean 13 | Punti      | 29 J. Jones 15 R. Harrow 9 S. Jasaitis |
| M. Kalnietis 9                          | Assist     | 7 R. Harrow                            |
| M. Mačvan 9                             | Rimbalzi   | 6 J. Jones                             |
| Jasmin Repeša                           | Allenatori | Piero Bucchi                           |

| Arbitri: | Begnis Vicino Quarta |

|                  |            |               |
| Kyryll Bol'šakov | Allenatori | Jasmin Repeša |

##### Girone di ritorno
| Arbitri: | Sabetta Baldini Capotorto |

|               |            |                  |
| Jasmin Repeša | Allenatori | Gennaro Di Carlo |

| Arbitri: | Lanzarini Weidmann Di Francesco |

|                    |            |               |
| Stefano Sacripanti | Allenatori | Jasmin Repeša |

| Arbitri: | Seghetti Martolini Caiazza |

|              |            |               |
| Attilio Caja | Allenatori | Jasmin Repeša |

| Arbitri: | Begnis Aronne Di Francesco |

|               |            |              |
| Jasmin Repeša | Allenatori | Andrea Diana |

| Arbitri: | Mattioli Baldini Quarta |

|                     |            |               |
| Sandro Dell'Agnello | Allenatori | Jasmin Repeša |

| Arbitri: | Lanzarini Bartoli Paglialunga |

|               |            |                   |
| Jasmin Repeša | Allenatori | Francesco Vitucci |

| Arbitri: | Sahin Rossi Borgioni |

|                   |            |               |
| Federico Pasquini | Allenatori | Jasmin Repeša |

| Arbitri: | Baldini Bettini Caiazza |

|               |            |                 |
| Jasmin Repeša | Allenatori | Cesare Pancotto |

| Arbitri: | Sabetta Vicino Morelli |

|                   |            |               |
| Vincenzo Esposito | Allenatori | Jasmin Repeša |

| Arbitri: | Filippini Di Francesco Quarta |

|               |            |                    |
| Jasmin Repeša | Allenatori | Maurizio Buscaglia |

| Arbitri: | Mattioli Rossi Attard |

|               |            |                    |
| Jasmin Repeša | Allenatori | Walter De Raffaele |

| Arbitri: | Sahin Vicino Bartoli |

|                 |            |               |
| Romeo Sacchetti | Allenatori | Jasmin Repeša |

| Arbitri: | Mazzoni Seghetti Di Francesco |

|               |            |                      |
| Jasmin Repeša | Allenatori | Massimiliano Menetti |

| Arbitri: | Lanzarini Weidmann Morelli |

|            |            |               |
| Spiro Leka | Allenatori | Jasmin Repeša |

| Arbitri: | Mattioli Paglialunga Belfiore |

|               |            |                 |
| Jasmin Repeša | Allenatori | Carlo Recalcati |

#### Play-off

##### Quarti di finale
| Arbitri: | Mattioli (Pesaro) Aronne (Viterbo) Quarta (Torino) |

|             |          |                   |
| Pascolo 24  | Punti    | 18 Iannuzzi       |
| Kalnietis 5 | Assist   | 7 Ivanović, Tepić |
| Simon 11    | Rimbalzi | 8 Iannuzzi        |

| Arbitri: | Lanzarini (Bologna) Vicino (Bologna) Weidman (Roma) |

|              |          |                     |
| Hickman 17   | Punti    | 13 Diener, Ivanović |
| Cinciarini 6 | Assist   | 7 Tepić             |
| Tarczewski 8 | Rimbalzi | 7 Tepić             |

| Arbitri: | Filippini (Pisa) Rossi (Sansepolcro) Paglialunga (Taranto) |

|             |          |              |
| Ivanović 16 | Punti    | 18 Simon     |
| Ivanović 5  | Assist   | 5 Cinciarini |
| Bērziņš 7   | Rimbalzi | 4 Raduljica  |

| Arbitri: | Seghetti (Livorno) Martolini (Roma) Bartoli (Trieste) |

|            |          |              |
| Archie 15  | Punti    | 15 Mačvan    |
| Ivanović 4 | Assist   | 6 Cinciarini |
| Tepić 13   | Rimbalzi | 6 Mačvan     |

##### Semifinale
| Arbitri: | Sahin (Messina) Mazzoni (Grosseto) Borgioni (Roma) |

|               |          |              |
| Tarczewski 15 | Punti    | 23 Hogue     |
| Hickman 4     | Assist   | 4 Flaccadori |
| Tarczewski 11 | Rimbalzi | 8 Gomes      |

| Arbitri: | Sabetta (Termoli) Lo Guzzo (Catanzaro) Vicino (Bologna) |

|              |          |          |
| Pascolo 14   | Punti    | 21 Craft |
| Cinciarini 5 | Assist   | 5 Craft  |
| Tarczewski 9 | Rimbalzi | 9 Hogue  |

| Arbitri: | Filippini (Pisa) Martolini (Roma) Attard (Siracusa) |

|                |          |              |
| Hogue 16       | Punti    | 17 Pascolo   |
| Craft 4        | Assist   | 8 Cinciarini |
| Craft, Hogue 8 | Rimbalzi | 6 Abass      |

| Arbitri: | Lanzarini (Bologna) Baldini (Firenze) Bartoli (Trieste) |

|          |          |                                 |
| Gomes 21 | Punti    | 14 Kalnietis                    |
| Craft 7  | Assist   | 3 Cinciarini, Kalnietis, Mačvan |
| Gomes 10 | Rimbalzi | 7 Kalnietis                     |

| Arbitri: | Begnis (Crema) Seghetti (Livorno) Rossi (Sansepolcro) |

|                       |          |           |
| Sanders 25            | Punti    | 26 Sutton |
| Cinciarini, Hickman 4 | Assist   | 7 Craft   |
| Cinciarini 6          | Rimbalzi | 7 Gomes   |

### Eurolega

#### Stagione regolare
| Arbitri: | Ilija Belosevic Damir Javor Emin Mogulkoc |

|               |            |                |
| Jasmin Repeša | Allenatori | Erez Edelstein |

| Arbitri: | Christos Christodoulou Robert Lottermoser Aare Halliko |

|             |            |               |
| David Blatt | Allenatori | Jasmin Repeša |

| Arbitri: | Sasa Pukl Fernando Rocha David Romano |

|                      |            |               |
| Giannīs Sfairopoulos | Allenatori | Jasmin Repeša |

| Arbitri: | Elias Koromilas Matej Boltauzer Petri Mantyla |

|               |            |            |
| Jasmin Repeša | Allenatori | Pablo Laso |

| Arbitri: | Miguel Perez Milivoje Jovcic Mario Majkic |

|                   |            |               |
| Andrea Trinchieri | Allenatori | Jasmin Repeša |

| Arbitri: | Damir Javor Ioannis Foufis Milija Vojinovic |

|               |            |                   |
| Jasmin Repeša | Allenatori | Velimir Perasović |

| Arbitri: | Borys Ryzhyk Robert Lottermoser Elias Koromilas |

|               |            |             |
| Jasmin Repeša | Allenatori | Sito Alonso |

| Arbitri: | Fernando Rocha Daniel Hierrezuelo Anne Panther |

|                |            |               |
| Dejan Radonjić | Allenatori | Jasmin Repeša |

| Arbitri: | Benjamin Jimenez Olegs Latisevs Jakub Zamojski |

|               |            |                  |
| Jasmin Repeša | Allenatori | Željko Obradović |

| Arbitri: | Elias Koromilas Carlos Cortes Rain Peerandi |

|                 |            |               |
| Evgenij Pašutin | Allenatori | Jasmin Repeša |

| Arbitri: | Daniel Hierrezuelo Milivoje Jovcic Mario Majkic |

|               |            |                  |
| Jasmin Repeša | Allenatori | Dīmītrīs Itoudīs |

| Arbitri: | Sasa Pukl Juan Garcia Anne Panther |

|              |            |               |
| Ergin Ataman | Allenatori | Jasmin Repeša |

| Arbitri: | Damir Javor Piotr Pastusiak Seffi Shemmesh |

|               |            |                      |
| Jasmin Repeša | Allenatori | Xavier Pascual Vives |

| Arbitri: | Ilija Belosevic Saso Petek Amit Balak |

|                    |            |               |
| Giōrgos Mpartzōkas | Allenatori | Jasmin Repeša |

| Arbitri: | Fernando Rocha Robert Lottermoser Ioannis Foufis |

|               |            |                      |
| Jasmin Repeša | Allenatori | Šarūnas Jasikevičius |

| Arbitri: | Christos Christodoulou Matej Boltauzer Carlos Cortes |

|                  |            |               |
| Željko Obradović | Allenatori | Jasmin Repeša |

| Arbitri: | Miguel Perez Petri Mantyla Rain Peerandi |

|                  |            |               |
| Dīmītrīs Itoudīs | Allenatori | Jasmin Repeša |

| Arbitri: | Robert Lottermoser Milivoje Jovcic Jakub Zamojski |

|               |            |              |
| Jasmin Repeša | Allenatori | Ergin Ataman |

| Arbitri: | Fernando Rocha Juan Garcia Mario Majkic |

|               |            |                      |
| Jasmin Repeša | Allenatori | Giannīs Sfairopoulos |

| Arbitri: | Borys Ryzhyk Elias Koromilas Aare Halliko |

|            |            |               |
| Pablo Laso | Allenatori | Jasmin Repeša |

| Arbitri: | Spiros Gkontas Benjamin Jimenez Uros Obrknezevic |

|               |            |             |
| Jasmin Repeša | Allenatori | David Blatt |

| Arbitri: | Miguel Perez Jakub Zamojski Petri Mantyla |

|                   |            |               |
| Velimir Perasović | Allenatori | Jasmin Repeša |

| Arbitri: | Emin Mogulkoc Piotr Pastusiak Seffi Shemmesh |

|               |            |                    |
| Jasmin Repeša | Allenatori | Giōrgos Mpartzōkas |

| Arbitri: | Borys Ryzhyk Spiros Gkontas Sergio Silva |

|             |            |               |
| Sito Alonso | Allenatori | Jasmin Repeša |

| Arbitri: | Juan Garcia Jakub Zamojski Rain Peerandi |

|                  |            |               |
| Ainars Bagatskis | Allenatori | Jasmin Repeša |

| Arbitri: | Daniel Hierrezuelo Olegs Latisevs Clemens Fritz |

|               |            |                |
| Jasmin Repeša | Allenatori | Dejan Radonjić |

| Arbitri: | Miguel Perez Seffi Shemmesh Sergio Silva |

|                      |            |               |
| Xavier Pascual Vives | Allenatori | Jasmin Repeša |

| Arbitri: | Borys Ryzhyk Saso Petek Petros Papapetrou |

|               |            |                   |
| Jasmin Repeša | Allenatori | Andrea Trinchieri |

| Arbitri: | Benjamin Jimenez Jakub Zamojski Mario Majkic |

|                      |            |               |
| Šarūnas Jasikevičius | Allenatori | Jasmin Repeša |

| Arbitri: | Sasa Pukl Carlos Peruga Anne Panther |

|               |            |                 |
| Jasmin Repeša | Allenatori | Evgenij Pašutin |

### Coppa Italia
| Arbitri: | Sahin (Messina) Seghetti (Livorno) Vicino (Bologna) |

|                  |            |                             |
| McLean 14        | Punti      | 15 R. Carter, M'Baye, Scott |
| Kalnietis 7      | Assist     | 4 N. Moore                  |
| Mačvan, McLean 7 | Rimbalzi   | 9 M'Baye                    |
| Jasmin Repeša    | Allenatori | Romeo Sacchetti             |

| Arbitri: | Lo Guzzo (Catanzaro) Mazzoni (Grosseto) Rossi (Sansepolcro) |

|                                  |            |                         |
| Sanders 22                       | Punti      | 14 Aradori              |
| Cinciarini, Kalnietis, Sanders 5 | Assist     | 4 Della Valle, Kaukėnas |
| McLean 7                         | Rimbalzi   | 6 Polonara              |
| Jasmin Repeša                    | Allenatori | Massimiliano Menetti    |

| Arbitri: | Begnis (Crema) Seghetti (Livorno) Filippini (Pisa) |

|               |            |                   |
| Hickman 25    | Punti      | 15 Lacey          |
| Cinciarini 4  | Assist     | 4 Sacchetti       |
| Mačvan 7      | Rimbalzi   | 9 Lydeka          |
| Jasmin Repeša | Allenatori | Federico Pasquini |

### Supercoppa
| Arbitri: | Weidmann (Roma) Bettini (Bologna) Baldini (Firenze) |

| |            | |
| K. Simon 18 R. Sanders 17 R. Hickman 15 | Punti      | 18 E. Turner 14 F. Mian 12 R. Gaspardo                                                                                 |
| M. Kalnietis 6 | Assist     | 3 T. Holloway, E. Turner                                                                                               |
| D. Pascolo 7 | Rimbalzi   | 5 P. Biligha |
| 5 Gentile• 9 Kalnietis• 11 Raduljica• 14 Pascolo• 43 Simon 1 McLean• 7 Hickman• 12 Dragić• 20 Cinciarini• 21 Sanders• 23 Abass• 30 Cerella | Formazioni | 19 Biligha• 31 Turner• 33 O. Thomas• 35 T. Thomas• 55 Holloway 6 Amato• 7 Mian• 10 Gaspardo• 18 Wojciechowski• 32 York |
| Jasmin Repeša | Allenatori | Cesare Pancotto |

| Arbitri: | Seghetti (Livorno) Weidmann (Roma) Bettini (Bologna) |

| |            | |
| Simon 25 Hickman 15 Dragić 11 | Punti      | 18 Ragland 12 Obasohan 10 Randolph, Thomas                                                                                            |
| Simon 8 | Assist     | 2 cinque giocatori |
| Dragić 7 | Rimbalzi   | 5 Cusin, Obasohan |
| 12 Dragić• 13 Mačvan• 14 Pascolo• 20 Cinciarini• 43 Simon 1 McLean• 2 Fontecchio• 5 Gentile• 7 Hickman• 9 Kalnietis• 21 Sanders• 30 Cerella | Formazioni | 1 Ragland• 10 Leunen• 32 Obasohan• 44 Fesenko• 55 Thomas 0 Zerini• 4 Green• 7 Strumia• 12 Cusin• 19 Severini• 20 Randolph• 57 Parlato |
| Jasmin Repeša | Allenatori | Stefano Sacripanti |

## Statistiche

### Statistiche di squadra
| Competizione          | G  | V  | P  | Pt   | 2PT  | 3PT  | TL   | Rimbalzi | Rimbalzi | Rimbalzi | Stop | Palle | Palle | Ass  |
| Competizione          | G  | V  | P  | Pt   | 2PT  | 3PT  | TL   | Off      | Dif      | Tot      | Stop | Perse | Rec.  | Ass  |
| --------------------- | -- | -- | -- | ---- | ---- | ---- | ---- | -------- | -------- | -------- | ---- | ----- | ----- | ---- |
| Serie A               | 30 | 23 | 7  | 86.1 | 54.6 | 40.1 | 73.9 | 11.4     | 27.0     | 38.4     | 2.1  | 16.3  | 7.6   | 19.2 |
| Play-off              | 9  | 4  | 5  | 79.6 | 56.7 | 33.0 | 72.3 | 10.9     | 25.2     | 36.1     | 3.0  | 17.0  | 8.1   | 17.6 |
| Euroleague Basketball | 30 | 8  | 22 | 80.7 | 52.5 | 35.0 | 75.3 | 11.3     | 22.1     | 33.4     | 1.5  | 14.2  | 7.0   | 17.4 |
| Supercoppa Italiana   | 2  | 2  | 0  | 99.5 | 66.7 | 47.6 | 68.9 | 9.5      | 25.5     | 35.0     | 2.0  | 15.0  | 8.0   | 22.0 |
| Coppa Italia          | 3  | 3  | 0  | 82.7 | 56.9 | 33.3 | 70.3 | 11.3     | 23.0     | 34.3     | 0.7  | 13.7  | 9.3   | 17.7 |
| Totale                | 74 | 40 | 34 | 85.7 | 57.4 | 37.8 | 72.1 | 10.8     | 24.5     | 35.3     | 1.8  | 15.2  | 8.0   | 18.7 |

### Statistiche giocatori
Fonte: Campionato, Coppa Italia, Supercoppa

Fonte Eurolega
| Giocatore     | Serie A+Playoff | Serie A+Playoff | Serie A+Playoff | Serie A+Playoff | Coppa Italia | Coppa Italia | Coppa Italia | Coppa Italia | Supercoppa Italiana | Supercoppa Italiana | Supercoppa Italiana | Supercoppa Italiana | Eurolega | Eurolega | Eurolega | Eurolega | Totale | Totale | Totale | Totale |
| Giocatore     | PG              | PTI             | AST             | RIM             | PG           | PTI          | AST          | RIM          | PG                  | PTI                 | AST                 | RIM                 | PG       | PTI      | AST      | RIM      | PG     | PTI    | AST    | RIM    |
| ------------- | --------------- | --------------- | --------------- | --------------- | ------------ | ------------ | ------------ | ------------ | ------------------- | ------------------- | ------------------- | ------------------- | -------- | -------- | -------- | -------- | ------ | ------ | ------ | ------ |
| A. Abass      | 29+8            | 190+40          | 24+4            | 66+18           | 1            | 0            | 0            | 0            | 1                   | 0                   | 0                   | 0                   | 23       | 105      | 12       | 44       | 62     | 335    | 40     | 128    |
| S. Aromando   | 0               | 0               | 0               | 0               | -            | -            | -            | -            | -                   | -                   | -                   | -                   | -        | -        | -        | -        | 0      | 0      | 0      | 0      |
| G. Bortolani  | 0               | 0               | 0               | 0               | -            | -            | -            | -            | -                   | -                   | -                   | -                   | -        | -        | -        | -        | 0      | 0      | 0      | 0      |
| R. Calò       | 0               | 0               | 0               | 0               | -            | -            | -            | -            | -                   | -                   | -                   | -                   | -        | -        | -        | -        | 0      | 0      | 0      | 0      |
| B. Cerella    | 13+2            | 15+6            | 7+2             | 13+2            | 1            | 0            | 0            | 0            | 2                   | 3                   | 1                   | 2                   | 5        | 8        | 4        | 2        | 23     | 32     | 14     | 19     |
| A. Cinciarini | 28+9            | 172+58          | 70+44           | 64+29           | 3            | 13           | 10           | 12           | -                   | -                   | -                   | -                   | 23       | 127      | 50       | 55       | 63     | 370    | 174    | 160    |
| Z. Dragić     | 20              | 164             | 26              | 63              | 3            | 24           | 1            | 6            | 2                   | 24                  | 4                   | 12                  | 23       | 162      | 17       | 50       | 48     | 374    | 48     | 131    |
| S. Fontecchio | 21+7            | 115+14          | 19+3            | 34+11           | 1            | 2            | 1            | 2            | 1                   | 2                   | 0                   | 1                   | 10       | 33       | 8        | 15       | 40     | 166    | 31     | 63     |
| A. Gentile    | 6               | 57              | 19              | 23              | -            | -            | -            | -            | 2                   | 10                  | 2                   | 4                   | 9        | 97       | 22       | 27       | 17     | 164    | 43     | 54     |
| S. Giardini   | 0               | 0               | 0               | 0               | -            | -            | -            | -            | -                   | -                   | -                   | -                   | -        | -        | -        | -        | 0      | 0      | 0      | 0      |
| R. Hickman    | 25+9            | 263+94          | 70+24           | 67+22           | 3            | 35           | 4            | 7            | 2                   | 30                  | 6                   | 6                   | 30       | 303      | 100      | 77       | 69     | 725    | 204    | 179    |
| M. Kalnietis  | 21+9            | 156+62          | 95+27           | 55+29           | 3            | 25           | 14           | 9            | 2                   | 8                   | 7                   | 3                   | 26       | 188      | 76       | 59       | 61     | 439    | 219    | 155    |
| A. La Torre   | 0               | 0               | 0               | 0               | -            | -            | -            | -            | -                   | -                   | -                   | -                   | -        | -        | -        | -        | 0      | 0      | 0      | 0      |
| M. Laganà     | 0               | 0               | 0               | 0               | -            | -            | -            | -            | -                   | -                   | -                   | -                   | -        | -        | -        | -        | 0      | 0      | 0      | 0      |
| M. Mačvan     | 22+9            | 256+75          | 37+13           | 119+28          | 3            | 29           | 2            | 19           | 1                   | 5                   | 2                   | 2                   | 28       | 234      | 40       | 124      | 63     | 599    | 94     | 292    |
| J. McLean     | 29+9            | 263+54          | 41+5            | 145+30          | 3            | 27           | 6            | 18           | 2                   | 13                  | 3                   | 5                   | 30       | 261      | 43       | 126      | 73     | 618    | 98     | 324    |
| D. Pascolo    | 30+9            | 228+100         | 38+7            | 121+37          | 3            | 25           | 3            | 9            | 2                   | 16                  | 0                   | 11                  | 22       | 139      | 15       | 61       | 66     | 508    | 63     | 239    |
| M. Raduljica  | 27+4            | 183+31          | 28+10           | 72+12           | 3            | 19           | 3            | 7            | 1                   | 6                   | 1                   | 1                   | 29       | 234      | 27       | 93       | 64     | 473    | 69     | 185    |
| R. Sanders    | 25+5            | 248+56          | 42+4            | 81+10           | 3            | 49           | 9            | 14           | 2                   | 26                  | 2                   | 8                   | 24       | 301      | 28       | 84       | 59     | 680    | 85     | 197    |
| K. Simon      | 19+6            | 231+69          | 55+11           | 96+31           | -            | -            | -            | -            | 2                   | 43                  | 10                  | 5                   | 21       | 230      | 81       | 76       | 48     | 573    | 157    | 208    |
| K. Tarczewski | 7+8             | 43+57           | 4+4             | 36+41           | -            | -            | -            | -            | -                   | -                   | -                   | -                   | -        | -        | -        | -        | 15     | 100    | 8      | 77     |
| D. Toffali    | 0               | 0               | 0               | 0               | -            | -            | -            | -            | -                   | -                   | -                   | -                   | -        | -        | -        | -        | 0      | 0      | 0      | 0      |
| S. Vecerina   | 0               | 0               | 0               | 0               | -            | -            | -            | -            | -                   | -                   | -                   | -                   | -        | -        | -        | -        | 0      | 0      | 0      | 0      |